# Diadema mexicanum
Espèce
Diadema mexicanum est une espèce d'oursins réguliers tropicaux de la famille des Diadematidae, caractérisée par des épines particulièrement longues. On la trouve sur les côtes Pacifiques de l'Amérique centrale.

## Répartition
Son aire de répartition s'étend sur la côte ouest-américaine tropicale, du Mexique au Panama et à l'ouest jusqu'aux îles Galápagos.
On peut le trouver sur des fonds durs ou sableux, entre la surface et quelques dizaines de mètres de profondeur.

## Description

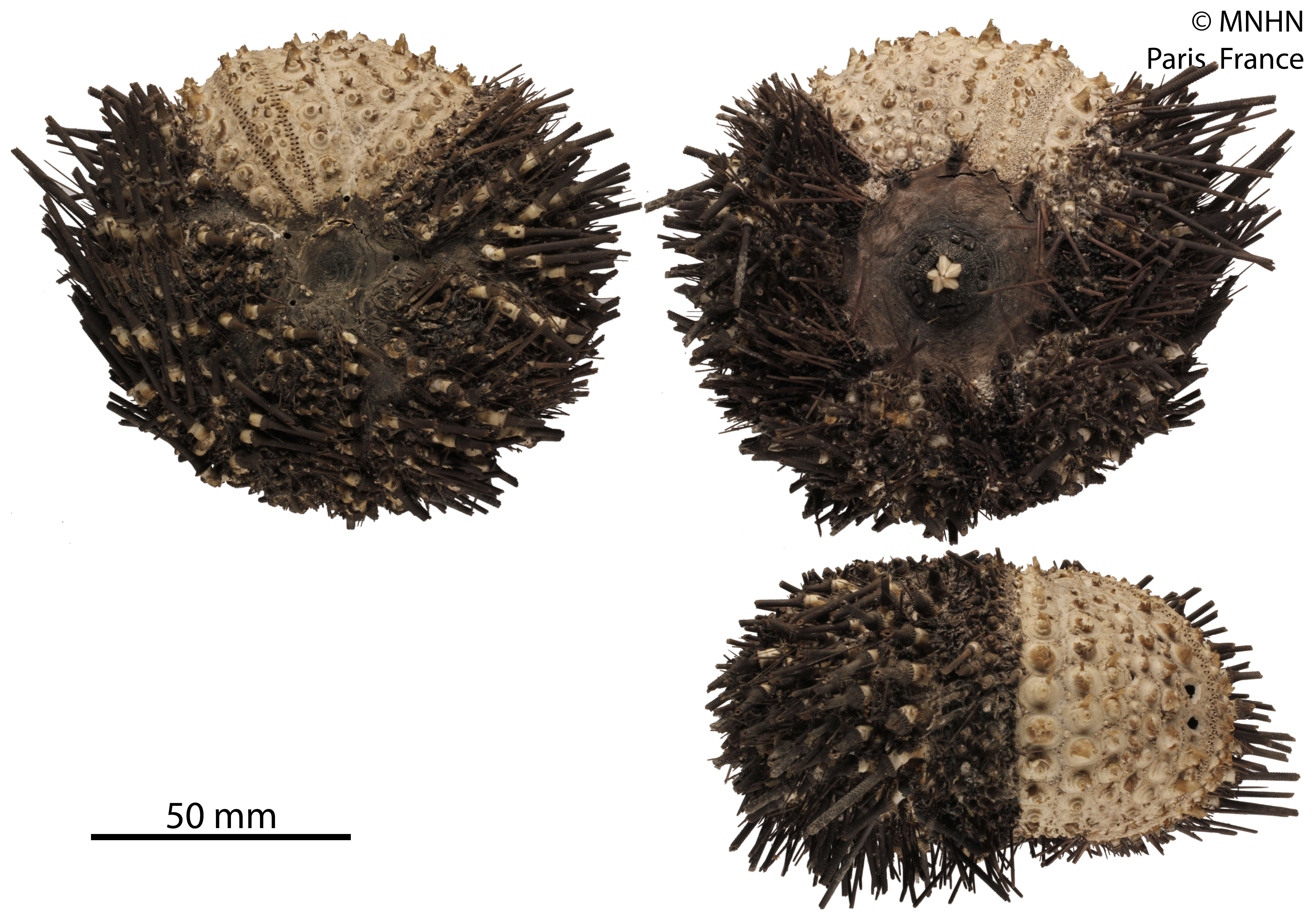
Test (MNHN).

Son test (coquille) rond et légèrement aplati est relativement petit (maximum 9 cm de diamètre pour 4,6 cm de haut) comparativement à ses radioles (piquants) fines, fragiles et creuses qui peuvent mesurer plusieurs dizaines de centimètres, lui assurant une bonne défense et une locomotion rapide. Ces radioles sont généralement noires comme le test, mais présentent des reflets bleus ou parfois bruns plus ou moins prononcés. Celles des juvéniles (et parfois de certains adultes) peuvent être annelées. Le test est noir avec parfois des reflets bleus ou bruns. Le plus souvent, on peut distinguer au sommet de l'animal cinq lignes claires (souvent bleu iridescentes ou violettes claires) formant une étoile délimitant les plaques ambulacraires sur la partie aborale du test ; ces lignes d'iridophores se terminent par des zones se colorant de clair de nuit. La papille anale est petite mais visible, généralement noire ou grise bleutée.

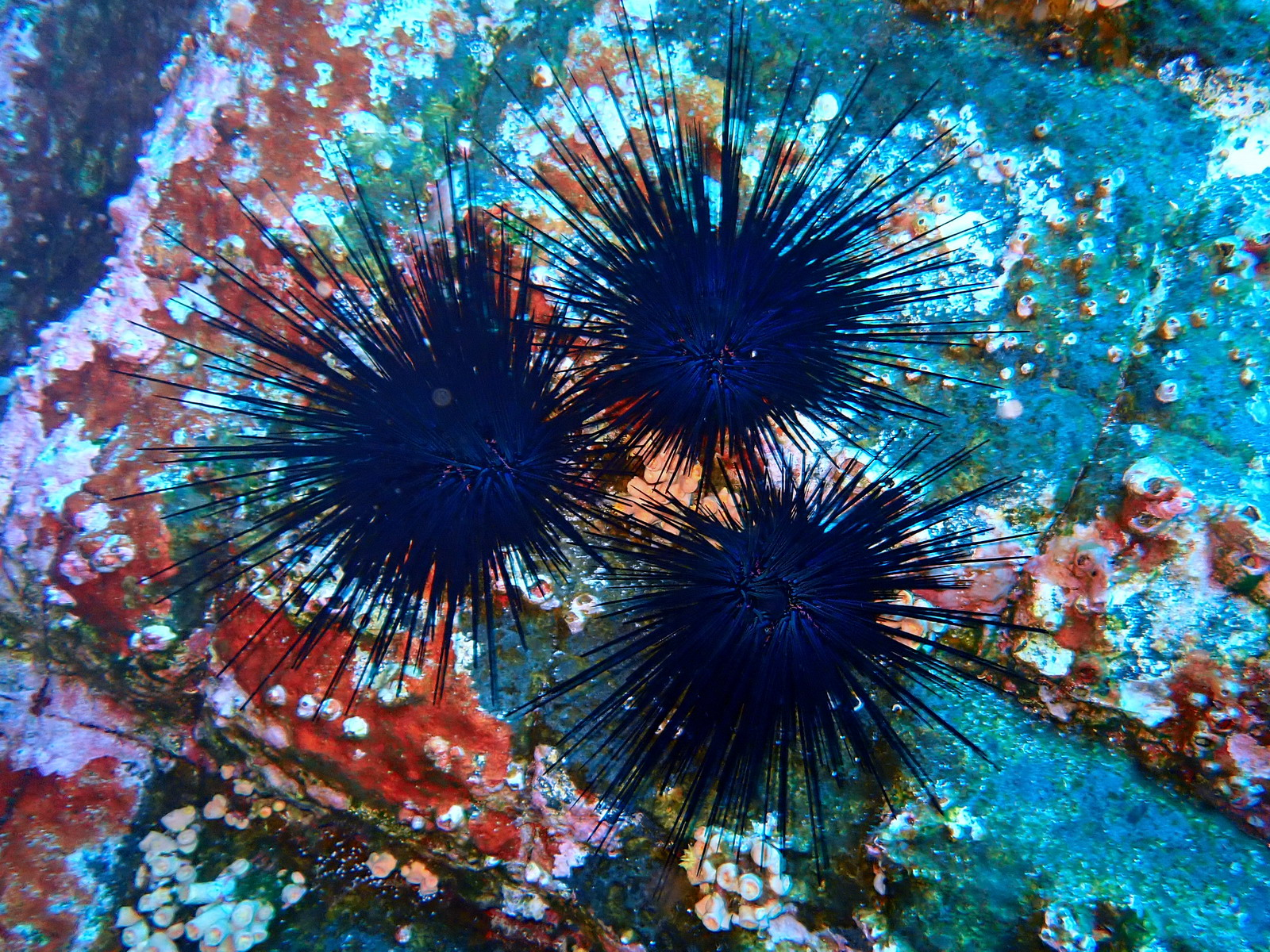
Dans le Golfe de Californie.

Il ressemble dans sa silhouette à son cousin de l'Indo-Pacifique Diadema setosum, mais leur aire de répartition bien différente empêche toute confusion. Le principal risque de confusion est avec le très proche (et sympatrique) Centrostephanus coronatus, qui a des piquants courts autour de la papille anale, terminés par un point lumineux violet. 

## Écologie et comportement
Il se nourrit principalement d'algues, qu'il broute de nuit, mais est aussi un omnivore opportuniste, pouvant consommer certains invertébrés sessiles, des débris et des charognes. 
Comme tous les Diadematidae, il est pourvu d'organes photosensibles sur la partie aborale du test, lui permettant de voir au-dessus de lui afin d'orienter ses radioles (épines) vers d'éventuelles menaces.
La reproduction est gonochorique, et mâles et femelles relâchent leurs gamètes en même temps en pleine eau, où œufs puis larves vont évoluer parmi le plancton pendant quelques semaines avant de se fixer.

## Diadema mexicanumet l'Homme
Diadema mexicanum est un bel oursin, apprécié des photographes sous-marins et des aquariophiles malgré sa morphologie peu adaptée aux petits bassins.
L'oursin diadème a une assez bonne vue, procurée par les photorécepteurs disposés sur son test : cela lui permet d'orienter efficacement ses épines vers les menaces potentielles, comme la main d'un plongeur, afin d'en optimiser l'angle de pénétration. Une fois à l'intérieur d'un tissu étranger, ces épines se brisent très facilement en plusieurs morceaux très difficiles à retirer et peuvent entraîner un risque d'infection.
Comme chez tous les Diadematidae, une partie de ses radioles (les plus courtes) sont pourvues de venin dans leur matrice, mais celui-ci n'a pas d'effet significatif sur l'homme. Heureusement, sa taille et ses couleurs le rendent généralement suffisamment visible aux nageurs, qui peuvent l'éviter facilement.

## Systématique
Le nom valide complet (avec auteur) de ce taxon est Diadema mexicanum A. Agassiz, 1863,.
Diadema mexicanum a pour synonymes :
- Centrechinus mexicanus (A. Agassiz, 1863)
- Diadema mexicana A. Agassiz, 1863

### Étymologie
Son épithète spécifique, mexicanum, lui a été donné en référence à sa localité type, Acapulco au Mexique.

### Publication originale
- (en) A. Agassiz, « List of the echinoderms sent to different institutions in exchange for other specimens, with annotations », Bulletin of the Museum of Comparative Zoology, Cambridge, Musée de Zoologie comparée, vol. 1,‎ 15 août 1863, p. 17-28 (ISSN 0027-4100 et 1938-2987, OCLC 1641426, lire en ligne).